# Arbe
Arbe (in croato Rab, in dalmatico e in latino Arba) è un'isola del Quarnaro. Capoluogo ne è l'omonima cittadina (554 ab.).

## Caratteristiche
La popolazione restante (8.926 ab.) vive nei villaggi che la circondano: Arbe è raggiungibile via nave dalla terraferma dal paese di Jablanaz (Stinica) e nei mesi estivi anche dall'isola di Veglia. Oltre alla città omonima, nell'isola è presente anche il comune di Loparo (Lopar).

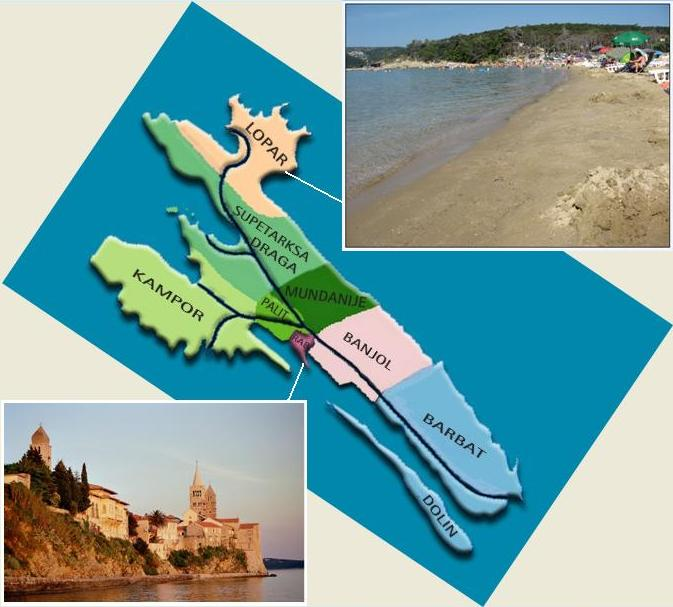
Carta turistica dell'isola di Arbe

## Geografia
Situata tra il Quarnarolo a ovest e il canale della Morlacca a est, Arbe fa parte dell'arcipelago delle isole Quarnerine e dista, nel punto più ravvicinato, meno di 1,8 km dalla costa dalmata. L'isola ha una forma fortemente irregolare, è molto frastagliata nella parte settentrionale e occidentale, dove si creano numerose insenature, ed è circondata da isolotti e scogli. Misura, tra punta Sorigna (rt Sorinj) e punta Grigia (rt Glavina), circa 21,7 km di lunghezza e 7,5 km di larghezza massima, nella zona tra Campora e San Pietro, a nord-ovest. La sua superficie è 86,115 km² e ha uno sviluppo costiero pari a 121,003 km. L'elevazione massima dell'isola è la vetta Tignarossa (Kamenjak), nella zona centro-orientale, che misura 409,7 m s.l.m.
Tra le varie insenature, degne di nota sono: valle Campora (Kamporska draga) e porto San Pietro (Supetarska draga) che, insieme a valle Loparo (uvala Lopar), si aprono verso nord-ovest; porto Sarca (uvala Crnika), l'altra grande insenatura su cui si affaccia la città di Loparo, che si apre verso sud-est sulla costa orientale di Arbe; valle Sant'Eufemia (uvala Sveta Fumija) e il porto di Arbe (luka Rab), che si aprono anch'esse verso sud-ovest, ma lungo la costa occidentale dell'isola, e si trovano rispettivamente a ovest e a est della città di Arbe; valle dei Sorci (uvala Mišnjak) lungo la costa meridionale, chiusa dall'isola omonima, e valle del Mago (uvala Mag) lungo la parte sud-orientale, che si apre verso nord. Particolare importanza rivestono le spiagge sabbiose presenti sulla penisola di Loparo nel nordest dell'Isola; esse sono fra le poche presenti in Dalmazia, createsi grazie ad un particolare strato geologico in arenaria che in quest'area ricopre lo strato in roccia calcarea, caratteristico di quasi tutto il litorale dalmata e delle sue isole.

### Isole adiacenti
Le isole che circondano Arbe sono numerose. Per la maggior parte si tratta di piccole rocce senza nome, le rimanenti,
partendo dal porto di Arbe e andando in senso antiorario sono:
- San Giorgio, un isolotto all'imboccatura del porto.
- Dolin, la lunga isola che corre parallela alla costa sudoccidentale di Arbe oltre il canale di Barbato[16] (Barbatski kanal).
- Mezzo Panetto[17] (Pohlib)[7], uno scoglio all'ingresso meridionale del canale di Barbato.
- Isola dei Sorci, isola lungo la costa meridionale di Arbe, collegato all'isola mediante un frangiflutti.
- Mago, piccolo scoglio sul lato sud-orientale di Arbe. Insieme ad un altro scoglio senza nome e a promontorio poco più a sud forma il lato orientale della baia omonima.
- Lucovaz, isolotto a forma di B poco a nord di Mago.
- Diverse rocce, chiamate generalmente Hrid[7], si trovano tra Lucovaz e punta Arclanto[18] (rt Krklant).
- Scoglio Cherclanto[19] (hrid Krklant)[7], roccia nei pressi di punta Arclanto.
- Scoglio Gnivizza[20] (hrid Njivica)[7], una roccia a sud del capo omonimo (rt Njivica), presso la valle Mali Žal (uvala Mali Žal).
- Scoglio Macigno[20] (hrid Rapost)[7], altra roccia a nord della precedente, a metà strada tra valle Kope (uvala Kope) e valle Dva Rupe (uvala Dva Rupe).
- Lucovaz, scoglio al centro di porto Sarca.
- Castellina, scoglio nella parte orientale di porto Sarca.
- Stoliaz, scoglio a nord di punta Stolaz[5] (rt Stolac) e, insieme ad altri scogli e rocce senza nome, al centro della baia omonima (uvala Stolac)[7].
- Školjići[7], altro nome generico per un gruppo di rocce poco a nord di Stoliaz.
- Scogli Balina[7], tre piccoli scogli all'ingresso della baia Podšilo (uvala Podšilo), nel nord-est di Arbe.
- Un altro Školjići[7] si trova tra punta Tanki (Tanki rt) e punta Stojan[5] (rt Stojan), il punto più settentrionale di Arbe.
- Mamano, isolotto tra porto San Pietro e valle Campora.
- Isolotti Guarda, coppia di isolotti poco a sudest di Mamano, all'ingresso di porto San Pietro.
- Čapljinac[7], roccia all'interno di porto San Pietro.
- Scoglio Loncina[19] (hrid Boljikovac)[7], all'interno di valle Campora nei pressi della baia Mali Mel (uvala Mali Mel), un secondo piccolo scoglio (hrid Lončina) si trova vicino a punta Castello (rt Kaštelina).

## Storia
Nel II secolo a.C. Arbe, isola illirica, viene conquistata dai Romani e sotto Ottaviano Augusto riceve lo status di Municipium.
Dal 493 e fino a metà del secolo successivo Arbe viene invasa dai Goti e passa, nel 544, sotto Bisanzio. Insieme ad altre città costiere di Dalmazia nell'anno 1000 si sottomette a Venezia durante la visita del doge Pietro II Orseolo.
Dal XII al XV secolo Arbe passa spesso di mano. La dominano i Veneziani, il re ungherese Olona, quello ungherese Béla III, poi Ludovico d'Angiò, Ladislao di Napoli ed infine il re ungherese ed imperatore Sigismondo.
Nel 1409 ritornano sotto il dominio veneziano che si manterrà fino al 1797, anno della caduta della Repubblica per mano di Napoleone. Chiusa la parentesi napoleonica, nel 1815 Arbe entra a far parte dell'Impero austro-ungarico.
Al termine della prima guerra mondiale, con la caduta dell'impero austro-ungarico, Arbe non venne rivendicata dall'Italia, tuttavia nel 1920 l'isola venne occupata temporaneamente da Gabriele D'Annunzio, che però dovette ritirarsi a seguito delle pressioni del governo italiano. Nel 1921, ai dannunziani succedettero comunque le truppe italiane a seguito della richiesta degli italiani locali. Infatti, fin dall'inizio di novembre del 1921 il comitato nazionale italiano di Arbe guidato da Doimo Lauro Galzigna, Enrico Macaus, Spiridione Svircich e Giorgio Palcich, inviò messaggi al capo di Stato Maggiore della Marina italiana Paolo Thaon di Revel, sostenendo l'italianità dell'isola. Ricevuta notizia di possibili violenze anti-italiane, l'ammiraglio Cagni procedette all'occupazione dell'isola il 26 novembre 1921. Tuttavia poco dopo fu annessa al regno dei Serbi, Croati e Sloveni che diviene poi regno di Jugoslavia.

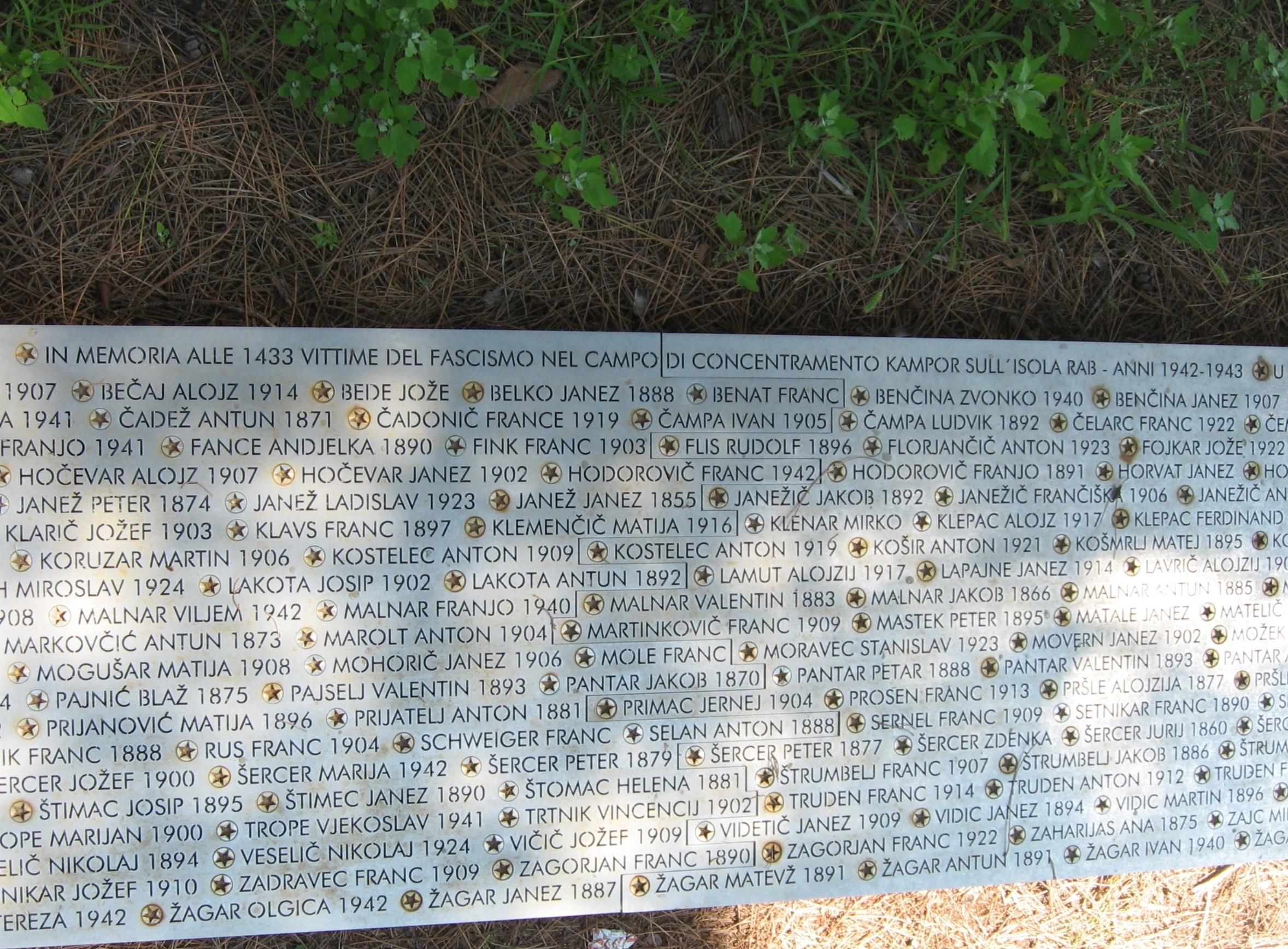
Dettaglio dell'elenco dei deportati deceduti nel campo di internamento collocato nel cimitero monumentale a essi dedicato sull'isola di Arbe

Nel 1941, durante la seconda guerra mondiale l'isola di Arbe viene temporaneamente annessa al Regno d'Italia e aggregata alla provincia di Fiume.
In località Campora viene allestito dalle autorità militari italiane, nel luglio 1942, un campo di concentramento destinato a raccogliere i civili rastrellati nella zona d'occupazione italiana. Nei primi otto mesi dei circa 6.500 civili che vi passano (nella quasi totalità vecchi, donne e bambini), oltre 1.000 trovano la morte. Gli storici slavi come Tone Ferenc, Ivan Kovacic e Bozidar Jezernik indicano in un numero compreso tra i 1 447 e i 1 167 i decessi avvenuti al campo.
All'armistizio dell'8 settembre 1943 gli Sloveni prigionieri del campo presero prigioniero il comandante del campo, colonnello dei Carabinieri Vincenzo Cujuli il quale, secondo la sua scheda biografica, redatta in data imprecisata dal Comando Generale dell'Arma dei Carabinieri, fu seviziato e ucciso dai partigiani, mentre, secondo la versione fornita dagli ex internati, sarebbe morto suicida in una cella del carcere di Crikvenica, dove era stato trasferito nella notte tra il 16 e il 17 settembre. Seguono tuttavia due anni di dominazione ustascia e nazista.
Nel 1945, l'Esercito popolare di Liberazione della Jugoslavia libera l'isola che entra quindi a far parte della Repubblica Socialista Federale di Jugoslavia.
Alla fine della guerra il nuovo governo jugoslavo di Josip Broz detto Tito fece istituire, in un'isoletta disabitata vicinissima ad Arbe, il campo di concentramento dell'Isola Calva (o Goli Otok) destinato all'internamento degli oppositori del regime del maresciallo Tito.
A seguito della dissoluzione della Jugoslavia del 1991-1995 Arbe fa oggi parte della Repubblica di Croazia.

## Società

### La presenza autoctona di italiani
Ad Arbe esisteva una comunità di italiani autoctoni, ora rappresentano una minoranza residuale di quelle popolazioni italiane che abitarono per secoli, ed in gran numero, le coste dell'Istria e le principali città di questa, le coste e le isole della Dalmazia, e il Quarnaro, che erano territori della Repubblica di Venezia. La presenza di italiani autoctoni ad Arbe è drasticamente diminuita in seguito all'esodo giuliano dalmata, che avvenne dopo la seconda guerra mondiale.
La situazione etnica dell'isola di Arbe a fine ottocento, era simile a quella dell'Istria interna: gli italiani costituivano la maggioranza degli abitanti nel centro urbano di Arbe, mentre la campagna era compattamente croata. L'appartenenza dell'isola alla Dalmazia asburgica, ostile agli italiani, temendo l'irredentismo italiano, portò al declino la comunità italofona, sebbene, dato il persistente elevato numero di italiani ad Arbe, tutti gli atti delle autorità locali e distrettuali ancora nel 1909 avevano carattere bilingue. In particolare, secondo il censimento del 1880, 569 italiani vivevano sull'isola. Questi erano concentrati nel paese di Arbe, che all'epoca contava 811 abitanti, costituendo quindi la maggioranza della popolazione. Nei censimenti successivi la comunità italiani risultò essere minoranza anche nella stessa cittadina; nella fattispecie, gli italofoni erano il 27,4% nel 1890, il 29,7% nel 1900 e il 19,8% nel 1910.
Con il passaggio dell'isola alla sovranità jugoslava, cominciò l'evacuazione degli arbesani di lingua italiana; ad Arbe nel 1927 se ne contavano solo 100. Dopo la seconda guerra mondiale, la residua comunità italiana scelse la via dell'esodo.
Oggi, secondo il censimento ufficiale croato del 2011, l'isola, in prevalenza abitata da croati il 95,4% della popolazione, conta una piccola minoranza italiana autoctona, lo 0,10% pari a meno di dieci persone.

## Economia
L'isola è soprattutto conosciuta in tutta Europa per la sua vocazione turistica, motivata dalla bellezza delle spiagge e dal fascino del centro storico soprattutto dell'antica città di Arbe. I primi alberghi vi sorsero già nell'Ottocento, ma l'inizio dell'attività turistica viene solitamente fatta coincidere con l'inaugurazione, nel 1883, dell'Hotel Imperial, tuttora in funzione.

## Galleria d'immagini

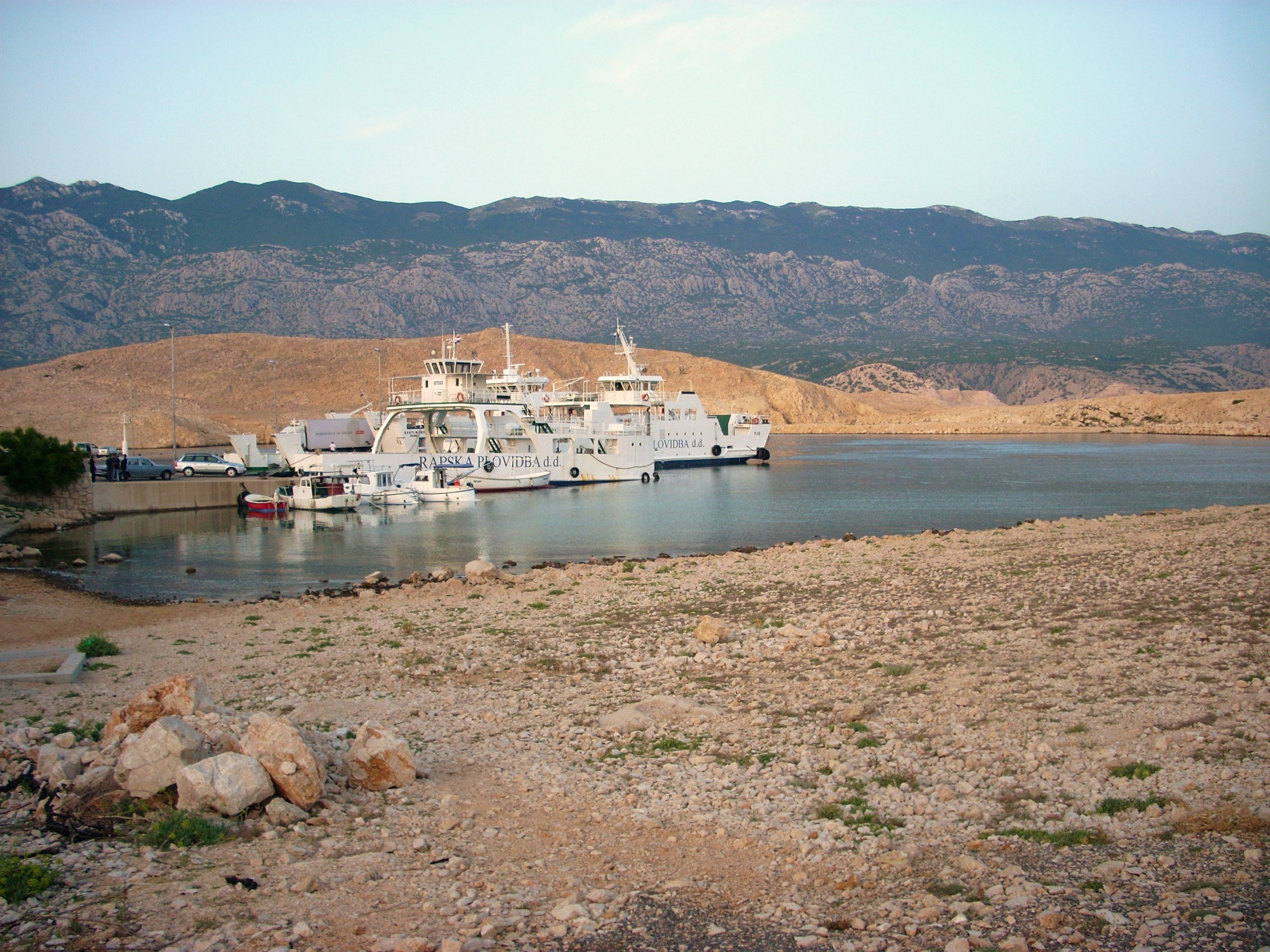
Approdo per traghetti sull'isola di Arbe.
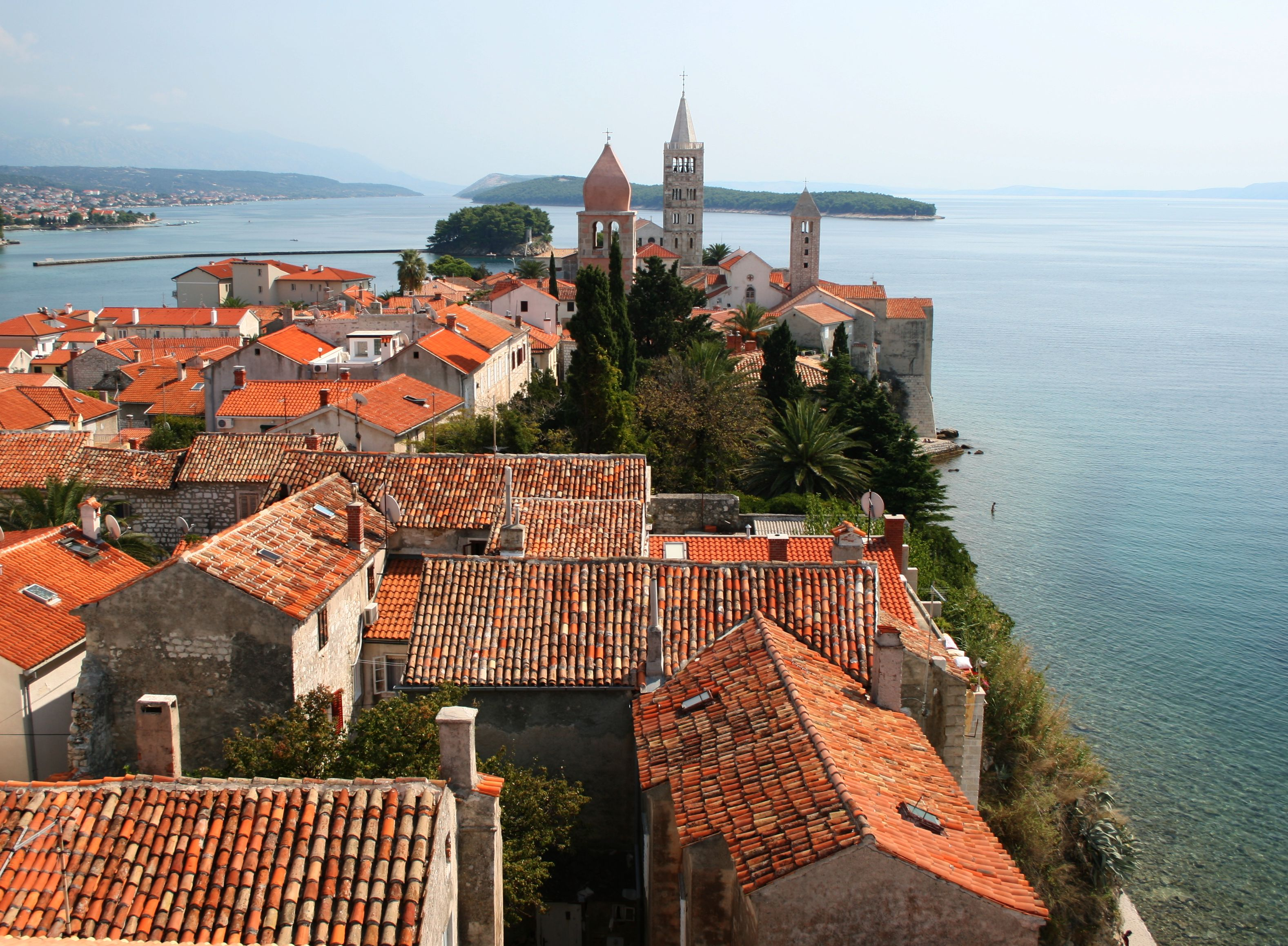
Scorcio della città di Arbe.